# Secretaría General Técnica del Ministerio de Ciencia
La Secretaría General Técnica del Ministerio de Ciencia, Innovación y Universidades es el órgano directivo de dicho Departamento que asiste a la Subsecretaría en la gestión de los servicios comunes.

## Estructura y funciones
La Secretaría General Técnica está integrada por las siguientes unidades con nivel orgánico de subdirección general, a través de las cuales ejerce sus funciones:
- La Vicesecretaría General Técnica, a la que le corresponde la elaboración y propuesta del plan normativo del Departamento y la coordinación e impulso de su ejecución; la realización de estudios e informes jurídicos que se le encomienden, la asistencia a los órganos del Departamento en aquellos asuntos que deban someterse al Consejo de Ministros, a las Comisiones Delegadas del Gobierno y a la Comisión General de Secretarios de Estado y Subsecretarios, la publicación de normas en el Boletín Oficial del Estado, y el seguimiento de las disposiciones de otras administraciones públicas en el área competencial del Ministerio.
- La Subdirección General de Recursos y Relaciones con los Tribunales, a la que le corresponde la tramitación y propuesta de los recursos administrativos, los procedimientos de revisión de oficio y de declaración de lesividad, y reclamaciones de responsabilidad patrimonial que le sean competentes, así como las relaciones con los juzgados y tribunales de justicia, tanto nacionales como internacionales.
- La División de Atención al Ciudadano, Transparencia y Publicaciones, a la que le corresponde la gestión de la atención al ciudadano, así como la coordinación y publicación de contenidos digitales, la asistencia en materia de registro y la gestión del programa editorial y de las bibliotecas y centros documentales del Ministerio.
- La División de Transparencia y Protección de Datos, a la que le corresponde el ejercicio de la función de Unidad de Información de Transparencia del Departamento; la coordinación de las iniciativas departamentales en materia de Gobierno abierto; y la coordinación y supervisión de la política de protección de datos personales.